# Paty do Alferes
Paty do Alferes (/paˈtʃi dw‿awˈfɛɾiʃ/) est une municipalité brésilienne de l'État de Rio de Janeiro et la Microrégion de Vassouras.